# مهرجان شيكاغو للفلم الفلسطيني
مهرجان شيكاغو السينمائي الفلسطيني (بالإنجليزية: Chicago Palestine Film Festival) هو مهرجان سينمائي سنوي يقام في شيكاغو. أسسته دانية القطو عام 2001. وهو من أهم الأماكن لعرض السينما الفلسطينية في الولايات المتحدة الأمريكية. متخصصون في عرض وترويج أفلام المخرجين الفلسطينيين وأفلام عن فلسطين.

## الوصف
يتم عرض أعمال من مختلف الأنواع - أفلام وثائقية، دراما، كوميديا، أفلام كاملة وقصيرة.
غالبًا ما يؤدي المخرجون والممثلون عروضهم في المهرجان ويناقشون أفلامهم مع الجمهور بعد العرض. بالإضافة إلى ذلك، غالبًا ما يناقش المتحدثون القضايا المتعلقة بفلسطين وإسرائيل وصناعة الأفلام ومشاكل المغتربين في المهن الإبداعية.
كان من المقرر أن يقام المهرجان في جامعة إلينوي في شيكاغو، لكن الجامعة رفضت استضافة الحدث لأنها لم تستضيف مهرجانًا سينمائيًا إسرائيليًا مشابهًا. لنفس السبب، تقرر جعل المهرجان على مستوى المدينة وبتمويل من المجتمع المحلي. خلال المهرجان الأول، عُرضت الأفلام في مركز شيكاغو الثقافي بقاعة بريستون برادلي مجانًا. وأقيمت مهرجانات لاحقة في مواقع مختلفة في جميع أنحاء المدينة، وتم فرض رسوم على حضور العروض.
في عام 2020، كان من المقرر إقامة المهرجان في مركز سيسكل السينمائي، ولكن بسبب وباء فيروس كورونا تم عقده عبر الإنترنت. تم عرض عدد قليل فقط من الأفلام في دور العرض في ضواحي شيكاغو.

## انظر ايضا
- أبناء عيلبون
- مهرجان بوسطن فلسطين السينمائي

## روابط خارجية
- مهرجان شيكاغو فلسطين السينمائي